# Archipel Ogasawara
Pour les articles homonymes, voir Ogasawara et Bonin.
L'archipel Ogasawara (小笠原諸島, Ogasawara shotō), connu également sous le nom des îles Bonin, est un archipel du Japon composé de 41 îles pour 73 km2 de superficie, situé à environ 900 km au sud de Honshū. L'île principale, Haha-jima, se trouve à 933 km de Nojima Zaki, un cap japonais à proximité de Chiba (Honshū). Toutefois, depuis ce même cap, il est nécessaire de parcourir 1 799 km vers le sud-est pour rejoindre Minamitori-shima, une des îles les plus excentrées.
À l'exception de cette dernière terre, localisée dans l'océan Pacifique, toutes les îles de l'archipel se trouvent en mer des Philippines. Cet ensemble d'îles forme, avec l'archipel d'Izu, l'archipel Nanpō, un ensemble insulaire plus vaste qui s'étend de la péninsule d'Izu aux îles Mariannes. L'archipel Ogasawara s'étend le long de la fosse océanique d'Izu-Ogasawara. Il correspond à l'entité administrative de la sous-préfecture d'Ogasawara (小笠原支庁, Ogasawara-shichō), sous-préfecture de Tōkyō.

## Géographie
L'archipel Ogasawara (小笠原諸島, Ogasawara shotō) est composé de quatre groupes d'îles :
- les îles Ogasawara (小笠原群島, Ogasawara guntō?), autrefois appelé îles Bonin, constituées de trois chaînes d'îles, du nord au sud :
  - la chaîne de Mukojima (聟島列島, Mukojima rettō?) :
    - Muko-jima (聟島?, litt. « île gendre »)
    - Yome-jima (嫁島?, litt. « île bru »)
    - Nakōdo-jima (媒島?, litt. « île intermédiaire »)
    - Kitano-jima (北ノ島?, litt. « île du nord »)

  - celle de Chichijima (父島列島, Chichijima rettō?) :
    - Chichi-jima (父島?, litt. « île père »)
    - Ani-jima (兄島?, litt. « île grand-frère »)
    - Otōto-jima (弟島?, litt. « île petit-frère »)

  - et celle de Hahajima (母島列島, Hahajima rettō?) :
    - Haha-jima (母島?, litt. « île mère »)
    - Ane-jima (姉島?, litt. « île grande-sœur »)
    - Imōto-jima (妹島?, litt. « île petite-sœur »)
- Nishino-shima (西之島?, litt. « île de l'ouest »), à l'ouest de ces trois groupes d'îles
- la chaîne Kazan (火山列島, Kazan rettō?, litt. « chaîne d'îles volcaniques »), au sud :
  - Kita Iwojima (北硫黄島, Kitaiōjima/Kitaiōtō?, litt. « île soufre du nord »)
  - Iwo Jima (硫黄島, Iōjima/Iōtō?, litt. « île soufre »)
  - Minami Iwojima (南硫黄島, Minamiiōjima/Minamiiōtō?, litt. « île soufre du sud »)
- Ces deux îles isolées situées plus au sud, bien que relevant de la sous-préfecture d'Ogasawara, n'appartiennent pas à l'archipel :
  - Okinotori-shima (沖ノ鳥島?, litt. « île oiseau du large »), très à l'ouest en mer des Philippines
  - Minamitori-shima (南鳥島?, litt. « île oiseau du sud »), très à l'est dans l'océan Pacifique.

Il arrive que les trois premiers groupes d'îles soient dénommés archipel Nanpō au sens strict.
L'ensemble de l'archipel mesure 104 km2 de superficie. Iwo Jima est la plus importante des trois îles volcaniques tandis que la plus élevée est l'île Minamiiwo avec 970 m d'altitude.
La zone économique exclusive de l'archipel est de 862 782 km2.
Farallon de Pajaros, l'île la plus septentrionale des îles Mariannes du Nord, est séparée de l'île Minamiiwo par une distance de 598 km (323 milles nautiques). La frontière entre les États-Unis et le Japon passe par une médiane située à 371 km (200 milles nautiques) de ces deux points.
La plupart de ces îles sont volcaniques, et des éruptions se produisent encore de nos jours, modifiant leur géographie. Un îlot volcanique est ainsi apparu en novembre 2013 au sud-sud-est de l’île inhabitée de Nishino. L'îlot s'est agrandi et a rejoint l'île principale, formant une nouvelle île Nishino d'environ 4 km2 (en 2023). Le même phénomène semble se produire depuis octobre 2023 au large d'Iwo Jima, où des éruptions phréatomagmatiques ont provoqué la naissance d'un îlot.

## Histoire
Une partie de l'archipel était connue à l'époque d'Edo sous le nom d'îles Bunin (無人島, Bunin-jima, soit « îles inhabitées », qui se lirait aujourd'hui Mujin-tō). En effet avant le XIXe siècle, les îles ne sont pas habitées de façon permanente : seules des présences saisonnières sont attestées.
Les îles Bonin sont découvertes le 2 octobre 1543 par Bernardo de la Torre.
En 1820, Isaac Titsingh et Jean-Pierre Abel-Rémusat mentionnent, dans Mémoires et anecdotes sur la dynastie régnante des Djogouns, les îles Ogasawara sous l'orthographe Bonin. En 1830, un groupe d'environ 25 colons partis de l'île d'Oahu à Hawaii s'établissent à Chichi-jima, comptant sur une demande d’échanges commerciaux. Ces premiers colons sont d'origine européenne, nord-américaine, d'Hawaii et d'autres ethnies du Pacifique. Ils cultivent légumes et céréales et élèvent du bétail pour les revendre aux navires de passage, notamment les baleiniers. Parmi ces colons, Matteo Mazzaro puis Nathaniel Savory (en) deviennent gouverneur des îles.
Au début des années 1850, Matthew Perry, qui commande la marine américaine dans le Pacifique, visite Chichi-jima avec l'idée de réclamer Ogasawara pour les États-Unis. Dans les années 1860, le shōgun envoie à son tour l'interprète Nakahama Manjirō à bord du navire Kanrin Maru afin de prendre possession des îles. Ces deux tentatives restent sans suite, mais le peuplement par des ex-marins devenus colons et venus de tous horizons continue, indépendamment de toute autorité étatique.
En 1875, le Japon affirme au Royaume-Uni que l'archipel lui appartient, et précise en 1880 qu'il est rattaché à la préfecture de Tokyo : tous les habitants d'« ascendance étrangère » sont naturalisés « sujets japonais », dans une catégorie spéciale de sujets « naturalisés avant 1882 », tandis que des pêcheurs et des mineurs japonais de soufre s'installent en 1887 ; le Japon réaffirme sa souveraineté sur ces îles en 1891.
Au début du XXe siècle, l'archipel est inondé de colons japonais venant cultiver la canne à sucre. Pour l'empire japonais, qui planifie alors son grand projet colonial du Pacifique Sud, Ogasawara est un modèle de développement. À la fin des années 1920, le prix du sucre s'effondre, les agriculteurs profitent alors du climat des îles pour produire des légumes d'été pendant l'hiver métropolitain, ce qui conduisit à l'âge d’or d'Ogasawara dans les années 1930. À Iwo Jima, c'est cependant la culture de la coca et la transformation en cocaïne qui dominaient.
Pendant la Seconde Guerre mondiale, les îles deviennent un important bastion militaire japonais : en 1944, quand la guerre entre dans sa phase finale et que la marine américaine approche, 7 000 des 8 000 habitants de l'archipel sont évacués de force. En 1945, la marine américaine débarque : Raising the Flag on Iwo Jima photo mythique des marines levant le drapeau américain, été prise à Iwo Jima.
Occupées par les forces Alliées, les îles sont placées sous l'administration des États-Unis. En 1946, les États-Unis autorisent le retour à Chichi-jima des descendants des habitants qui vivaient dans les îles avant 1891 : 130 personnes retrouvent leur île, et trouvent un emploi auprès de la marine américaine.
Les îles retournent en 1968 sous administration japonaise, et les réfugiés japonais sont autorisés à revenir, sauf à Iwo Jima, qui redevient une base militaire japonaise.

## Démographie
Seules les îles Chichi et Haha sont peuplées d'environ 2 000 et 440 habitants. Elles abritent le village d'Ogasawara (小笠原村, Ogasawara-mura) de la sous-préfecture d'Ogasawara (小笠原支庁, Ogasawara-shichō).
La population est principalement japonaise mais elle compte quelques Coréens ainsi que des Taïwanais.
Iwo Jima est réservée aux militaires des Forces japonaises d'autodéfense et à leurs familles.

## Économie
Les principaux produits de l'archipel Ogasawara sont le bois de construction et l'industrie fruitière, avec notamment des bananes et des ananas. Il existe aussi des plantations de canne à sucre et des mines de soufre. On y trouve également des coraux, parfois pêchés illégalement, notamment par des bateaux chinois.

## Environnement
La faune et la flore ont évolué de façon différente sur chacune de ces îles et l'archipel Ogasawara est ainsi parfois comparé aux îles Galápagos. Parmi les espèces endémiques aujourd'hui disparues, on trouve la grive des Bonin, le roselin des Bonin et le pigeon des Bonin, ainsi que le zeuxine boninensis. Parmi les espèces menacées, on trouve l'apalopteron familiare ou méliphage des Bonin, de la famille des zosteropidae, la pipistrellus sturdeei ou pipistrelle des Bonin, la pteropus pselaphon ou roussette des Bonin, voire le puffinus lherminieri bannermani ou le pigeon violet. On y trouve également au large des calmars géants. Ces espèces sont parfois observables dans le parc national d'Ogasawara.
Le 24 juin 2011, l'archipel est nommé site naturel au patrimoine mondial de l'humanité par le comité du patrimoine mondial de l'UNESCO à Paris,.